# Oysterville (Washington)
Oysterville az Amerikai Egyesült Államok északnyugati részén, Washington állam Pacific megyéjében elhelyezkedő önkormányzat nélküli település.
A helység 1976-ban felkerült a történelmi helyek listájára.

## Története
Katie Kettle Gale őslakos feleségül ment John Douglas bevándorlóhoz; az indián és családja megtanították Douglast kagylót gyűjtögetni. Oysterville-t 1854-ben alapította J. A. Clark; lehetséges névváltozatok voltak még az Oyster Beach és a Shell Beach. A település az osztrigatenyésztés fontos központja volt. A helyi templomot 1891-ben alapította R. H. Espy.
Oysterville egykor a megye székhelye volt; 1893. február 3-án a megyei jegyzékeket ellopták, és South Bendbe szállították. A megyeszékhely később hivatalosan is South Bend lett.

## Nevezetes személyek
- Clara C. Munson, politikus, az Oregon állambeli Warrenton első női polgármestere[8]
- Willard R. Espy, író és filológus[9]

## Fordítás
- Ez a szócikk részben vagy egészben  az   Oysterville, Washington című angol Wikipédia-szócikk ezen változatának fordításán alapul.  Az eredeti cikk szerkesztőit annak laptörténete sorolja fel. Ez a jelzés csupán a megfogalmazás eredetét és a szerzői jogokat jelzi, nem szolgál a cikkben szereplő információk forrásmegjelöléseként.